# BNXT League
La BNXT League, nota anche come betFirst BNXT League per ragioni di sponsorizzazione, è la massima competizione per club di Belgio e Paesi Bassi.

## Storia
La Lega venne fondata nel 2021 dopo la fusione della Pro Basketball League con la FEB Eredivisie con l'iscrizione di 21 club professionistici. L'11 giugno 2022 il Leida vinse la prima edizione della competizione.
Per inaugurare la nuova competizione l'11 settembre 2021 si è disputata la Supercoppa BNXT, con i campioni del Belgio dell'Ostenda che hanno sfidato i campioni di Olanda del Leida.

## Formato
La BNXT League è attualmente organizzata in 2 fasi:
- La Regular Season, la prima fase, un doppio girone dove le squadre dello stesso paese si incontrano in partite di andata-ritorno, al termine delle quali le prime cinque squadre di ogni girone si scontrano in un nuovo gruppo chiamato Elite Gold, mentre le restanti vengono inserite nel gruppo Elite Silver.
- La Postseason, disputata con la formula dei play-off. Questa fase è l'evento conclusivo della competizione, caratterizzata da turni di andata e ritorno. In più si disputano dei playoffs per determinare i campioni nazionali di Belgio e dei Paesi Bassi.

## Albo d'oro
| Stagione  | Vincitore | Risultato                         | Finalista       | MVP della Finale          |
| --------- | --------- | --------------------------------- | --------------- | ------------------------- |
| 2021-2022 | Leida     | 146 - 142 (72–75, 71–70)          | Donar Groningen | Worthy de Jong, Leida     |
| 2022-2023 | Leida     | 2 - 1 (serie al meglio di 3 gare) | Ostenda         | David Collins, Leida      |
| 2023-2024 | Ostenda   | 2 - 0 (serie al meglio di 3 gare) | Leida           | Damien Jefferson, Ostenda |

## Vittorie per club
| Club    | Titolo | Città   | Anno       |
| ------- | ------ | ------- | ---------- |
| Leida   | 2      | Leida   | 2022, 2023 |
| Ostenda | 1      | Ostenda | 2024       |

## Record
I cestisti che detengono il numero maggiore di edizioni vinte sono:
| Nome               | Club      | Vittorie | Anni                 |
| ------------------ | --------- | -------- | -------------------- |
| Maarten Bouwknecht | Leida (2) | 2        | 2021-2022, 2022-2023 |
| Lucas Kruithof     | Leida (2) | 2        | 2021-2022, 2022-2023 |
| Luuk van Bree      | Leida (2) | 2        | 2021-2022, 2022-2023 |
| Marijn Ververs     | Leida (2) | 2        | 2021-2022, 2022-2023 |